# Jacques Paulze
Jacques Paulze, écuyer, sieur de Chasteignolles, né le 8 mai 1723 à Montbrison, mort guillotiné le 8 mai 1794  à Paris, est un avocat, fermier général et conseiller-secrétaire du roi, maison, couronne de France et des finances près la Grande chancellerie de France. 

## Biographie
Jacques Paulze occupe d’abord une place de commissaire du Roi au bailliage et sénéchaussée de Forez, puis procureur du Roi au bailliage de sa ville natale, avant de passer commissaire aux Chambres de Valence et de Lyon. Sous le ministère de son oncle maternel, l’abbé Terray, il est appelé à Paris, et entre, en 1767, comme adjoint dans les fermes, avant d’être nommé, en 1768, titulaire, par le contrôleur des finances Laverdy, en remplacement de Daugny.
Financier habile et probe, il tient souvent tête à l’abbé Terray dans les questions d’affaires. Ayant épousé, en 1752, Claudine Thoynet, fille d’une sœur de l’abbé, alors simple conseiller-clerc au parlement, il est resté veuf, quelques années après, avec trois fils et une fille, Marie-Anne Pierrette, née en 1758.
Celle-ci n’a pas treize ans quand l’abbé Terray, devenu contrôleur-général, cédant aux instances de la baronne de La Garde, qui a une grande influence sur lui, se met en tête de la marier à un comte d’Amerval, gentilhomme âgé de cinquante ans et sans état, frère de Mme de La Garde. Jacques Paulze ne craint pas, au risque de compromettre sa fortune, de résister aux volontés de son oncle, le tout-puissant contrôleur des finances, dont il dépend comme fermier-général. Après une première réponse dilatoire, il lui écrit une lettre soulignant l’« aversion décidée » de sa fille pour d’Amerval « fol d’ailleurs, agreste et dur, une espèce d’ogre », selon les mémoires du temps[Lesquelles ?].
L’abbé Terray menace Paulze de lui retirer la direction du département du tabac, avant de se raviser, sur les instances de Michel Bouret, alors fermier-général, qui prend la défense d’un collègue dont l’activité et l’intelligence sont nécessaires à la compagnie. Comme l’abbé persiste dans ses projets de mariage, Paulze, redoutant de nouvelles sollicitations, se résout à marier sa fille le plus tôt possible, pour la soustraire aux poursuites de d’Amerval.
Au mois de novembre 1771, son mariage avec Lavoisier, alors âgé de vingt-huit ans, est décidé. L’abbé Terray accepte la situation sans récriminer et rend ses bonnes grâces à son neveu, promettant non seulement d’assister à la signature du contrat, mais voulant que le mariage soit célébré à la chapelle du contrôle-général. Paulze n’a pas à ce moment une grande fortune : les premières années de sa gestion comme fermier-général lui ont laissé un déficit plutôt qu’un bénéfice ; aussi ne donne-t-il à sa fille qu’une dot de 80 000 livres, sur lesquelles 21 000 sont payées comptant. Le mariage est célébré le 16 décembre 1771, rue Neuve-des-Petits-Champs, par le curé de la paroisse de Saint-Roch. Les jeunes époux vont habiter une maison de la rue Neuve-des-Bons-Enfants avec Lavoisier père et Mme Punctis, jusqu’au jour où Lavoisier, nommé régisseur des poudres, demeure à l’Arsenal.
Intelligent et instruit, Paulze passe ensuite directeur de la compagnie des Indes. Possédant en matière de commerce des connaissances très étendues, il a même formé pour la Guyane une compagnie dont le but est d’améliorer et d’augmenter les produits de cette colonie, sur laquelle il publie plusieurs mémoires. On lui attribue aussi un travail très intéressant sur tout ce qui a rapport aux possessions françaises d’Asie et d’Amérique. C’est également lui qui réunit et fournit à l’abbé Raynal, son commensal, les documents qui servirent à écrire son Histoire des deux Indes.
Le 3 décembre 1775, il fut pourvu de la charge anoblissante de secrétaire du roi en la grande chancellerie de France.
Compris, en 1794, dans la proscription qui enveloppe tous les fermiers-généraux, il est condamné à mort par le Tribunal révolutionnaire le 19 floréal an II (8 mai 1794), et exécuté le jour même, avec son gendre Antoine Lavoisier.

## Sources
- Antoine-Vincent Arnault, Antoine Jay, Étienne de Jouy et Baron de Norvins, Biographie nouvelle des contemporains : Dictionnaire historique et raisonné de tous les hommes qui, depuis la Révolution française, ont acquis de la célébrité par leurs actions, leurs écrits, leurs erreurs ou leurs crimes, soit en France, soit dans les pays étrangers, t. 16, Paris, Librairie historique, 1824, 468 p. (lire en ligne), p. 81.
- Édouard Grimaux, Revue des deux Mondes, Paris, Au Bureau de la Revue des deux mondes, 1887, 960 p. (lire en ligne), p. 849-52.